# Pseudoderopeltis ruandensis
Pseudoderopeltis ruandensis är en kackerlacksart som beskrevs av Karlis Princis 1955. Pseudoderopeltis ruandensis ingår i släktet Pseudoderopeltis och familjen storkackerlackor.
Artens utbredningsområde är Rwanda. Inga underarter finns listade i Catalogue of Life.